# 花樣少年少女 (2011年電視劇)
《花樣少年少女 ～美男☆樂園～》（日语：花ざかりの君たちへ～イケメン☆パラダイス～2011），日本愛情校園偶像劇，故事改編自日本漫畫家中条比紗也的日本漫畫《偷偷愛著你》，由AKB48的前田敦子主演，是自4年前堀北真希、小栗旬、生田斗真主演版本《花樣少年少女》之後再次搬上熒屏2011年7月起日本富士電視台播出。

## 人物介紹

### 櫻咲学園

#### 第二宿舍
- 蘆屋瑞稀：前田敦子（AKB48）
- 佐野泉：中村蒼
- 中津秀一：三浦翔平
- 難波南：桐山漣
- 萱島大樹：柳下大（D☆DATE）
- 關目京悟：山田親太朗
- 中央千里：西井幸人（D2）
- 野江伸二：鈴木勝大
- 桂真史：松島庄汰
- 淡路圭介：間宮祥太朗
- 放出光太：栗原吾郎

#### 第一宿舍
- 天王寺惠：滿島真之介
- 北花田剛：前田公輝
- 熊取仁：堀井新太（D☆DATE）
- 清荒神明：山本涼介
- 武庫之莊安德魯：安藤龍（PureBOYS）
- 高槻昴：淺香航大
- 帶解和希：金井成大
- 守口博人：小谷昌太郎
- 門真將太郎：岡山智樹

#### 第三宿舍
- 姫島正夫（奧斯卡・M・姫島）：德山秀典
- 八戶之里伸廣：宮島楠人
- 京終山水：寶海大空
- 河内森尚：上遠野太洸
- 百舌鳥康：笠井茂
- 平城山左近：川原一馬
- 泉丘秀晴：岡崎和寛
- 南方心：藤谷慶太郎(√5)

#### 老師
- 梅田北斗：齋藤工

護理教師，難波的叔父。難波伊緒的弟弟。
- 樁：渡邊一惠
- 樹櫻彦：石丸謙二郎（第2、3、6、最終話）

学園長。小櫻的長兄。

### 桃鄉学院
- 神樂坂真言：佐藤祐基

學生會會長。佐野的跳高對手。
- 大手町亮：遠藤要

學生會副會長。
- 落合信志：岡山天音
- 九段下武：戶塚純貴
- 葛西豪：神永圭佑
- 月島潤：大久保直樹
- 竹橋豐：長倉正明

學生會幹部。
- 樹桃雄：奥田達士（第2、3、6、最終話）

校長兼理事長。櫻的二哥。

### 聖寶心學園
- 岸里樹理：柏木由紀（AKB48）[3]

學生會副会長，很喜歡泉。
- 尼崎加奈：市川美織（AKB48）

天王寺的未婚妻。
- 阿部野繪理香：大場美奈（AKB48）（第1話－第8話）※中途退出[4]
- 神戶夢美：永尾瑪利亞（AKB48）
- 花屋敷雲鵲：岩佐真悠子（愛情演出 / 第7、最終話）（幼少期 - 海寶真珠 / 第7話）

學生會會長，在法國留學，但會指示聖寶心學園的女生支援櫻咲學園的男生。
- 寶心女孩：若木萌、寺山葵、松本美咲、堀田理紗、栗咲寛子、高橋美帆、早瀬加奈、柳河美穂、土谷春陽、葛西幸菜、下宮里穗子
- 樹櫻：若村麻由美（第2、3、6、最終話）

櫻咲學園校長。

### 其他人物
- 難波伊緒：山本未來（第5、7、最終話）

梅田的姊姊及難波的母親。
- 蒔田高巳：阿部進之介（第5・6話）
- 烏丸絹子：東風万智子（第6・9話）

陸上專門誌的記者。
- 中津鹿子：濱田麻里（第8 - 10・最終話）

中津的母親。
- 佐野岳彦：鶴見辰吾（第8・9話）

佐野的父親。
- 佐野森：横倉拓哉（第8、9話）

佐野的弟弟。

### 客串演出
- 笹倉薫：蘆田愛菜 ※特別演出（第1話）
- 笹倉友樹：鈴木福 ※特別演出（第1話）
- 穆可－穆可（迷你雪納瑞）（配音：岡亮） ※特別演出（第1話）
- 山科理香：岩田小百合（第2話）

佐野在中学時代田徑部經理人，泉為了救她而腳受傷。
- 田邊可南子：酒井彩名（第3話）

難波在中学時代的家庭教師，他們曾經交往。
- 女高中生：指出瑞貴、鈴木桃、安倍花映（第3話）

在花店前被難波搭訕，拜託他們參觀學園祭。
- 今池駒裡：荒井萌（第4話）

菜吾八高校二年級生，喜歡中津並向他告白。
- 氣球飛走的男孩：溝口怜冴（第4話）
- 神樂坂珠美：秋月三佳（第5話）

真言的妹妹，在難波家的「地上的樂園」偶然遇到。
- 八卦見：姜暢雄 ※愛情出演（第6話）[5][6]
- 廚師的徒弟：三中元克 ※特別演出（第9話）
- 櫻咲學園在校生：Pokota(√5)（最終話）

## 音樂
- AKB48《飛翔入手》（2011年8月24日發行，You, Be Cool!/KING RECORDS）

## 備註
跟4年前的前作一樣，本劇起用之部份出演者，曾經或目前甚至節目結束後出演日本特攝類劇集，包括：
姜暢雄(《忍風戰隊破裏劍者》飾 霞一鍬)
佐藤祐基(《假面騎士Kabuto》飾 加賀美新)
德山秀典( 《假面騎士Kabuto》飾 矢車想）、《炎神戰隊轟音者》飾 須塔大翔）
石丸謙二郎《假面騎士電王》飾 車長）
奥田達士(《假面騎士Decade》飾 鳴滝)
桐山漣(《假面騎士W》飾 左翔太郎)
鶴見辰吾(《假面騎士Fourze》飾 我望光明)
戸塚純貴 (《假面騎士Wizard》飾 奈良瞬平)
上遠野太洸(《假面騎士Drive》飾 Chase)
松島庄汰(《假面騎士Drive》飾 Brain)
山本未來(《超人力霸王銀河S》飾 基薩拉女王)
山本涼介(《假面騎士Ghost》飾 深海誠)
永尾瑪利亞(《Build NEW WORLD 假面騎士Cross-Z》飾 馬渕由衣)
鈴木勝大(《特命戰隊Go Busters》飾 櫻田弘)
鈴木福(《假面騎士聖刃 + 機界戰隊全界者 超級英雄戰記》飾 石之森章太郎)
齋藤工(《新·超人》飾 神永新二)
中村蒼(《假面騎士BLACK SUN》飾 南光太郎)

## 收視率
| 集數                                               | 播放日期      | 日文標題 | 腳本     | 導演     | 收視率 |
| -------------------------------------------------- | ------------- | -------- | -------- | -------- | ------ |
| 1                                                  | 2011年7月10日 |          | 山上     | 松田秀知 | 10.1%  |
| 2                                                  | 2011年7月17日 |          | 半澤律子 | 松田秀知 | 6.0%   |
| 3                                                  | 2011年7月24日 |          | 山上     | 後藤庸介 | 7.9%   |
| 4                                                  | 2011年7月31日 |          | 半澤律子 | 都築淳一 | 5.5%   |
| 5                                                  | 2011年8月7日  |          | 山上     | 松田秀知 | 7.5%   |
| 6                                                  | 2011年8月14日 |          | 半澤律子 | 後藤庸介 | 6.2%   |
| 7                                                  | 2011年8月21日 |          | 半澤律子 | 都築淳一 | 6.4%   |
| 8                                                  | 2011年8月28日 |          | 山上     | 松田秀知 | 6.7%   |
| 9                                                  | 2011年9月4日  |          | 半澤律子 | 後藤庸介 | 6.4%   |
| 10                                                 | 2011年9月11日 |          | 半澤律子 | 都築淳一 | 6.9%   |
| 11                                                 | 2011年9月18日 |          | 半澤律子 | 松田秀知 | 7.3%   |
| 平均收視率7.1 %（關東地區·Video Research公司調查） |               |          |          |          |        |

## 作品的變遷
| 日本富士電視台系列 Dramatic Sunday    | 日本富士電視台系列 Dramatic Sunday       | 日本富士電視台系列 Dramatic Sunday |
| ------------------------------------- | ---------------------------------------- | ---------------------------------- |
|                                       | 花樣少年少女 （2011.7.10 - 2011.9.18）   |                                    |
| 高木護的規矩 （2011.4.26 - 2011.7.3） | 明星保鑣99天 （2011.10.23 - 2011.12.25） |                                    |

| 緯來日本台 週一至週五 22:00至23:00 | 緯來日本台 週一至週五 22:00至23:00                | 緯來日本台 週一至週五 22:00至23:00 |
| ---------------------------------- | ------------------------------------------------- | ---------------------------------- |
|                                    | 新花樣少年少女 （2012.06.28 - 2012.07.12）        |                                    |
| 陽子 （2012.05.08 - 2012.06.27）   | 歡迎光臨櫻蘭高校真人版 （2012.07.13 - 2012.7.27） |                                    |

## 外部連結
- （日語） 富士電視台官方網站
- （繁體中文） 緯來日本台官方網站 （页面存档备份，存于）